# Els homes que no estimaven les dones
|  | Per a altres significats, vegeu «Els homes que no estimaven les dones (desambiguació)». |

Els homes que no estimaven les dones (Män som hatar kvinnor, en suec) és una novel·la del periodista i escriptor suec Stieg Larsson, publicada pòstumament.
Es tracta d'una novel·la negra amb elements de corrupció política, espionatge industrial, intrigues familiars, secrets i mentides. És el primer llibre de la trilogia Millennium, que continua amb La noia que somiava un llumí i un bidó de gasolina i La reina al palau dels corrents d'aire. L'autor va entregar les tres novel·les alhora a la seva editora, tres mesos abans de morir d'una sobtada crisi cardiaca, el 2004, i mai va conèixer l'èxit que ha tingut la seva obra. En 2005 es va publicar per primera vegada en suec i en 2008 per primera vegada en català. En català se n'han fet catorze edicions des de maig de 2008 fins al juliol de 2009. La traducció va ser feta per n'Alexandre Gombau Arnau i na Núria Vives Colom.
Va ser dut al cinema amb la pel·lícula homònima dirigida per Niels Arden Oplev i estrenada el febrer de 2009. La pel·lícula, tallada en dos capítols, forma part d'una minisèrie televisiva, de sis capítols en total, formada per les tres pel·lícules de la trilogia, comprada i emesa per la cadena de televisió Canal Plus.

## Argument
La Harriet Vanger és una adolescent que va desaparèixer fa quaranta anys a la petita (i fictícia) illa de Hedeby, propietat de la família Vanger. Ho va fer un dia especial, el de les festes del poble i de la reunió anual de la seva família, molt mal avinguda. A més aquell dia va haver-hi un incident que va deixar l'illa incomunicada amb el continent. En Henrik Vanger, besoncle de la Harriet, que era la nineta dels seus ulls, contracta el periodista de la petita revista econòmica Millennium Mikael Blomkvist perquè trobi el seu assassí, doncs està convençut que l'autor del crim és algun membre de la família i vol descobrir-lo abans de morir. En els seus camins es creua l'eficient Lisbeth Salander, una jove amb els seus propis problemes.

## Personatges
- Carl Mikael Blomkvist, redactor en cap i un dels tres socis d'una revista mensual minoritària sobre economia: Millennium. Com l'autor de la trilogia, és un periodista economic que pensa que la seva feina no és fer la pilota als homes rics sinó destapar corrupcions i activitats pocs etiques o poc interessants pels ciutadans del seu país, Suècia. Això l'ha portat a tenir enemics dintre dels periodistes i al món empresarial. Té una filla de setze anys, Pernilla, a la qual veu poc i fruit d'un breu matrimoni amb la Monica, casada de nou i amb qui manté l'amistat. Per fer-ne burla els seus enemics l'anomenen "Kalle Blomkvist", un nen detectiu que apareix en diverses novel·les infantils d'Astrid Lindgren.
- Lisbeth Salander, una jove pertorbadora, amb pírcings i tatuatges i socialment inadaptada. Immillorable furonera i amb la capacitat de memoritzar textos amb una sola ullada. Treballa per a Milton Security com a investigadora privada.
- Henrik Vanger, octogenari jubilat, patriarca de la família Vanger i del seu imperi industrial, en l'actualitat en decadència. Es va casar amb l'Edith, que va morir al cap de setze anys de matrimoni i amb qui no va tenir fills. No es va tornar a casar mai. Obsessionat amb la desaparició de la Harriet Vanger, filla del seu nebot, fa més de quaranta anys.
- Harriet Vanger, va desaparèixer misteriosament als setze anys, un 22 de setembre de 1966. Alguns pensen que els últims mesos s'havia mostrat estranya. Ningú va trobar mai cap cadàver. Algú s'encarrega de fer un regal d'aniversari de la seva part, cada any, a en Henrik Vanger.
- Martin Vanger, germà de la Harriet i director del consell administratiu de l'imperi Vanger, després d'en Henrik Vanger. Ambdós germans van tenir una infància difícil, amb un pare alcohòlic (Gottfried Vanger) que va morir jove i una mare (Isabella) amargada que només es va casar amb el seu marit perquè l'havia deixat prenyada. En Henrik Vanger, que no té fills, els adoptarà quan són adolescents.
- Erika Berger, sòcia i directora de la revista Millenium, que va fundar amb en Mikael Blomkvist. Ells dos la porten a parts iguals. Ella és també, des de la universitat, amant ocasional d'en Mikael, cosa que saben i aproven tant els treballadors de la revista com el marit d'ella.
- Cecilia Vanger, directora de l'institut del poble, neboda de n'Henrik Vanger i filla de Harald Vanger. Separada des de fa una vintena d'anys. Ni ella ni la seva germana Anita, que viu a Estocolm, es parlen amb el seu pare. També té un germà, en Birger.
- Dragan Armansky, propietari de Milton Security i cap de la Lisbeth Salander, a qui pren sota la seva protecció i dona la seva primera feina estable.
- Christer Malm, fotògraf i tercer soci de la revista Millenium
- Dirch Frode, advocat i home de confiança d'en Henrik Vanger, amb qui treballa des de fa més de quaranta anys.
- Hans-Erik Wennerstrom, un important industrial sense escrúpols que acusa de difamació a en Mikael Blomkvist i intenta enfonsar Millenium. És també enemic de Henrik Vanger, per qui havia treballat a la seva joventut, des de fa molts anys.
- Nils Bjurman, prestigiós advocat, nou tutor legal de la Lisbeth Salander i administrador dels seus diners. Mantenen una relació extremadament dolenta.
- Gunnar Nilsson, administrador d'alguns immobles d'en Henrik Vanger i encarregat de fer el manteniment de totes les seves propietats; treballa per a en Henrik Vanger de tota la vida.
- Susanne, propietària del Cafè de la Susanne, el bar del poble.
- Inspector Morell, va investigar el cas de la Harriet durant els anys que va passar al cos de policia i fins i tot després, ja jubilat. Comparteix amb en Henrik Vanger l'obsessió per conèixer com i perquè va morir la Harriet Vanger. És el seu únic cas no resolt.
- Richard Vanger, germà gran d'Henrik Vanger i avi de la Harriet i en Martin. Apallissava la seva dona i maltractava el seu fill Gottfried. Va participar en moviments de l'extrema dreta al llarg de tota la seva vida. Va morir jove.
- Harald Vanger, germà nonagenari de Richard i Henrik Vanger, solitari i de mal caràcter, detestat per gran part del poble. Es pare de la Cecilia Vanger, amb qui no es tracta des de fa anys i a qui tracta de puta.
- Pesta, pseudònim a internet d'un mestre i contacte de la Lisbeth Salander
- Holger Palmgren, primer tutor legal de Lisbeth Salander, des que ella tenia tretze anys fins als vint-i-quatre. És jurista i assistent social de la vella escola, ha passat gairebé tota la vida treballant amb joves problemàtics i s'ha guanyat el respecte de tots ells, inclosa la Lisbeth. Mantenen el més proper a una amistat que ella és capaç de tenir i passen el nadal junts. Pateix una sobtada hemorràgia cerebral.
- Eugen Norman, pintor de setanta anys que viu a l'illa de Hedeby, amb gran part de la família Vanger. És considerat el típic excèntric del poble.